# 소중한 나눔의 이야기
소중한 나눔의 이야기는 2014년 4월 12일부터 2014년 12월 23일까지 방송되었던 시사교양 프로그램이다.

## 기획 의도
삶의 벼랑 끝에 몰린 우리 사회의 경제적 약자들의 삶을 다룬 시사교양 프로그램이다.

## 방송 시간
| 방송 채널 | 방송 기간                          | 방송 시간                            |
| --------- | ---------------------------------- | ------------------------------------ |
| KBS 1TV   | 2014년 4월 12일 ~ 2014년 11월 1일  | 매주 토요일 오전 11시 10분 ~ 12시    |
| KBS 1TV   | 2014년 11월 4일 ~ 2014년 12월 23일 | 매주 화요일 밤 11시 40분 ~ 12시 30분 |

## 방송 회차
| 회차 | 연도   | 방송일    | 제목 (원제)                              |
| ---- | ------ | --------- | ---------------------------------------- |
| 1회  | 2014년 | 4월 12일  | 수진이의 희망 "내일은 맑음"              |
| 2회  | 2014년 | 4월 26일  | 엄마가 미안해                            |
| 3회  | 2014년 | 5월 3일   | 엄마의 아픈 손가락 옥도, 심도            |
| 4회  | 2014년 | 5월 10일  | 14년간의 이별, ‘미안하다 내 딸들아’      |
| 5회  | 2014년 | 5월 17일  | 비탈 위의 삶 ‘그들이 꿈꾸는 희망’        |
| 6회  | 2014년 | 5월 24일  | 6남매의 합창, 엄마 아빠 힘내세요!        |
| 7회  | 2014년 | 6월 7일   | 노숙인 상태씨, 다시 세상을 만나다        |
| 8회  | 2014년 | 6월 14일  | 고물상아빠의 나의 사랑 나의 가족         |
| 9회  | 2014년 | 6월 21일  | 열일곱 다영이와 아빠의 희망 스케치       |
| 10회 | 2014년 | 6월 28일  | 열두 살 영호, 소리를 만나다              |
| 11회 | 2014년 | 7월 5일   | 필리핀 엄마, 마리셀의 홀로서기           |
| 12회 | 2014년 | 7월 12일  | 4남매 엄마, 현정 씨의 소원               |
| 13회 | 2014년 | 7월 19일  | 입영전야, 성탄이의 소망 ‘엄마를 부탁해’  |
| 14회 | 2014년 | 7월 26일  | 선희의 눈물, “아빠 미안해”               |
| 15회 | 2014년 | 8월 2일   | 재연이의 단 한가지 소망 ‘아빠, 힘내세요’ |
| 16회 | 2014년 | 8월 9일   | 미혼모 아라씨의 눈물                     |
| 17회 | 2014년 | 8월 23일  | 두 동생의 엄마, 열두 살 유진이           |
| 18회 | 2014년 | 8월 30일  | 정은이의 도전, ‘아빠를 위하여…’          |
| 19회 | 2014년 | 9월 6일   | 추석특집 우리는 가족입니다               |
| 20회 | 2014년 | 9월 13일  | 제임스씨의 약속 ‘지켜줄게, 너희의 꿈’    |
| 21회 | 2014년 | 9월 20일  | 발레 소녀 정민이 가족이 ‘함께 꾸는 꿈’   |
| 22회 | 2014년 | 10월 4일  | 길 위의 세 식구, “아빠가 미안해          |
| 23회 | 2014년 | 10월 11일 | 호두과자 장수 종화씨의 “두 개의 보물“    |
| 24회 | 2014년 | 10월 25일 | 열여덟 혜진씨의 선택 “나는 엄마입니다“   |